# Maraial (kommun)
Maraial är en kommun i Brasilien.   Den ligger i delstaten Pernambuco, i den östra delen av landet, 1 500 km nordost om huvudstaden Brasília. Antalet invånare är 12 257.
Följande samhällen finns i Maraial:
- Maraial

Omgivningarna runt Maraial är en mosaik av jordbruksmark och naturlig växtlighet. Runt Maraial är det ganska tätbefolkat, med 56 invånare per kvadratkilometer.